# 刽子手之家

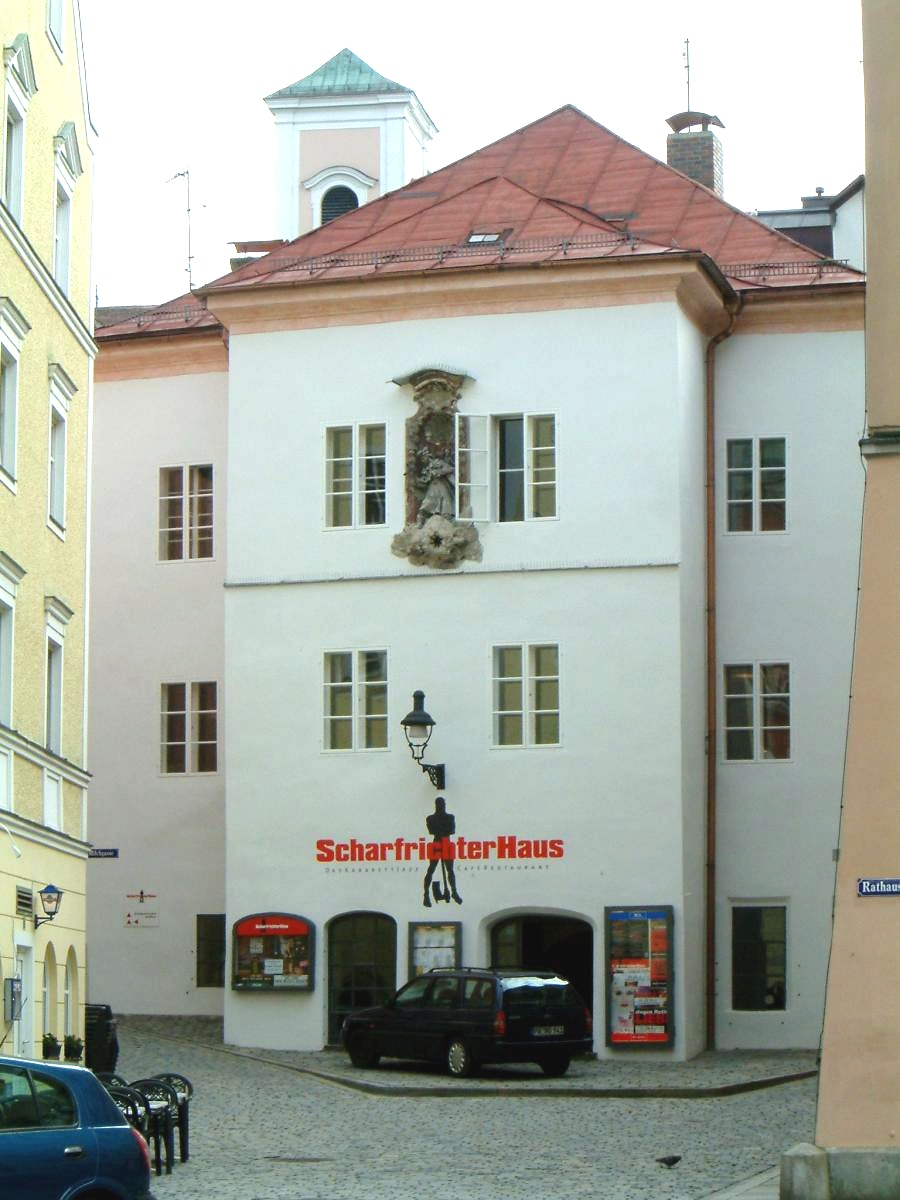
刽子手之家

刽子手之家（Scharfrichterhaus）是德国帕绍的一座历史建筑，位于牛奶街，该建筑建于大约公元1200年，从13世纪直到1443年原为监狱，后来曾是帕绍城的刽子手的住所，现在则是一个重要的爵士乐和歌舞表演舞台，并被指定为国家历史财富。
在20世纪70年代，帕绍市处于巴伐利亚基督教社会联盟、天主教帕绍教区和《帕绍新报》这些保守派很强的影响下，《帕绍新报》的主编对刽子手之家布鲁诺·乔纳斯和齐格弗里德·齐梅尔席德等人的政治性表演进行新闻封锁。而教区则以亵渎罪名将其告上法庭，结果帕绍市下达了禁令。
今天的刽子手之家成立于1977年3月，很快发展成重要的爵士乐和歌舞表演舞台。

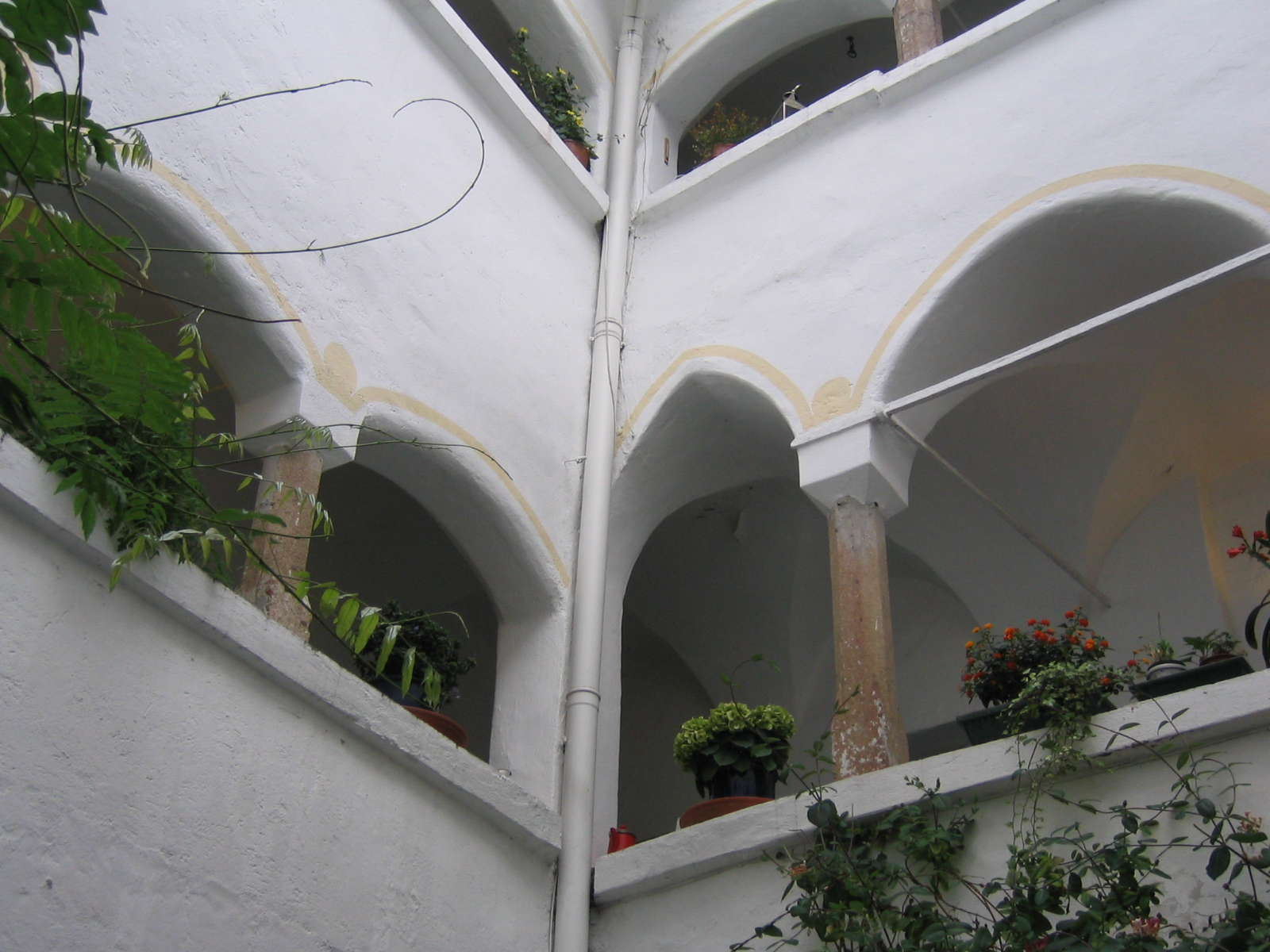
刽子手之家的天井

自1987年以来，刽子手之家设有一个独立的“刽子手影院”。 